# Saison 1920-1921 de la Juventus FC
Maillots
Chronologie
Saison précédente Saison suivante
La saison 1920-1921 du Foot-Ball Club Juventus est la dix-neuvième de l'histoire du club, créé vingt-quatre ans plus tôt en 1897.
La société piémontaise prend part cette année à la 20e édition du championnat d'Italie (appelé alors la Première catégorie, à l'époque l'ancêtre de la Serie A).

## Historique
Durant sa saison, le FBC Juventus en période de renouveau, tente d'imiter sa saison précédente. Pour cela, l'organisation du club tente de garder le même noyau, et enregistre peu d'arrivées dans son effectif, avec seulement quatre attaquants, Renato Beccuti, Guido Debernardi, Piero Princlari et Cesare Sereno.
Après avoir beaucoup apporté à la société bianconera, le président du club Corrado Corradini, laisse le relais à Gino Olivetti, qui prend désormais les rênes du club.

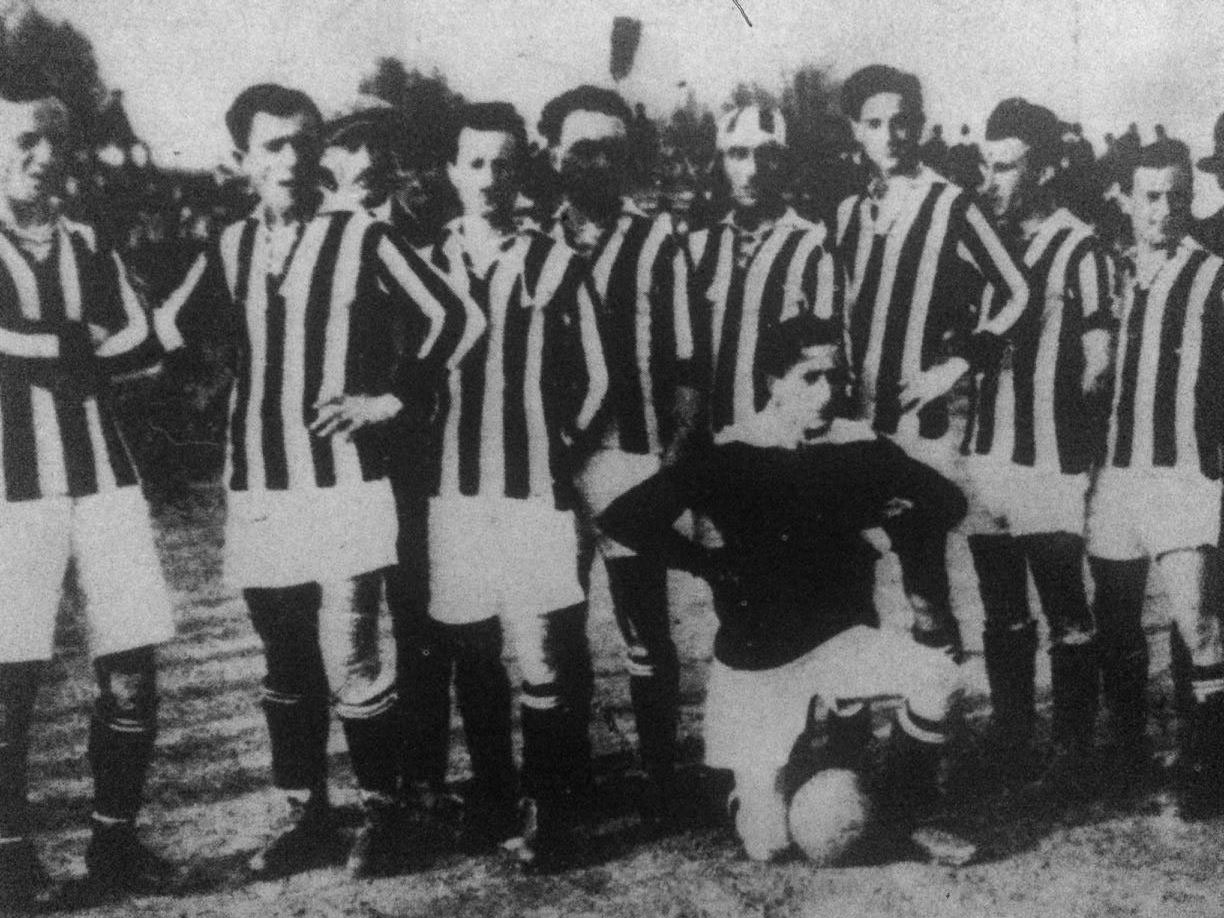
Les bianconeri de la saison. Debout : Giriodi, Bruna, Debernardi, Novo, Bigatto, Marchi (II), Gilli, Grabbi ; accroupi : Giacone.

Au cours de cette nouvelle saison, se jouant au mois d'octobre, la Juventus entame sa saison de championnat d'Italie (en italien campionato d'Italia 1920-1921) avec le groupe A des éliminatoires du Piémont (en italien Eliminatorie Piemonte).
C'est le dimanche 24 octobre 1920, pour sa première journée, que le Foot-Ball Club Juventus démarre ses éliminatoires avec le désormais célèbre Derby della Mole, contre le Torino, qui se solde sur un match nul deux buts partout (avec un but contre son camp de Morando et un but de Sereno pour la Juve). Une semaine plus tard, le club turinois remporte son 2e match 4-0 contre le Football Club Pastore (réalisations de Gallina, Debernardi sur doublé et Ferraris), avant de perdre 2 à 1 contre l'US Torinese lors de la 3e journée, malgré un but juventino de Princlari. Les bianconeri terminent ensuite leurs éliminatoires avec des résultats mitigés, avec des victoires (notamment un 7-1 le 5 décembre contre Carignano avec des buts de Princlari, Bigatto, Ferraris (triplé), Giriodi et Sereno, un 5-0 contre Pastore lors de la 6e journée avec les réalisations de Bramante (deux fois contre son camp), Giriodi (doublé) et Ferraris, ainsi qu'un 5-1 au retour contre Carignano, dont les buts furent marqués par Beccuti sur un doublé et par Bona sur un triplé) et des défaites (notamment un 3 buts à 0 contre les futurs premiers de Novare chez eux, ainsi qu'un 2 buts à 0 à domicile contre leur vieil ennemi du Torino). Leur onze points remportés (avec 4 victoires, 3 nuls et 3 défaites) ne sont pas suffisants pour faire passer la Juve au tour suivant, elle qui finit à la 4e place.
S'arrêtant là, cette saison juventina s'avère moins bonne que l'année précédente, en n'arrivant guère à passer les tours suivants.

## Déroulement de la saison

### Résultats en championnat

#### Éliminatoires du Piémont
| dimanche 24 octobre 1920 1re journée | Torino        | 2 - 2 | Juventus                      | Campo Stradale Stupinigi, Turin Arbitre : Terzuolo |
| dimanche 24 octobre 1920 1re journée | Calvi 49e 75e |       | 5e (csc) Morando · 16e Sereno | Campo Stradale Stupinigi, Turin Arbitre : Terzuolo |

| dimanche 31 octobre 1920 2e journée | Pastore | 0 - 4                                          | Juventus | Turin Arbitre : Mombelli |
| dimanche 31 octobre 1920 2e journée |         | 2e Gallina · 22e 55e Ferraris · 43e Debernardi |          | Turin Arbitre : Mombelli |

| dimanche 21 novembre 1920 3e journée | US Torinese                        | 2 - 1 | Juventus     | Turin Arbitre : Brunetti |
| dimanche 21 novembre 1920 3e journée | De Nicolai 26e · Boglietti III 81e |       | 3e Princlari | Turin Arbitre : Brunetti |

| dimanche 28 novembre 1920 4e journée | Juventus    | 1 - 1 | Novare     | Stadio di Corso Sebastopoli, Turin Arbitre : Rangone |
| dimanche 28 novembre 1920 4e journée | Giriodi 15e |       | 30e Crotti | Stadio di Corso Sebastopoli, Turin Arbitre : Rangone |

| dimanche 5 décembre 1920 5e journée | Juventus                                                                  | 7 - 1 | Carignano | Stadio di Corso Sebastopoli, Turin Arbitre : Varetto |
| dimanche 5 décembre 1920 5e journée | Princlari 22e · Bigatto · Ferraris 32e 78e 80e · Giriodi 40e · Sereno 62e |       | 8e Gallo  | Stadio di Corso Sebastopoli, Turin Arbitre : Varetto |

| dimanche 2 janvier 1921 6e journée | Juventus                                                      | 5 - 0 | Pastore | Stadio di Corso Sebastopoli, Turin Arbitre : Mombelli |
| dimanche 2 janvier 1921 6e journée | Bramante 22e (csc) 72e (csc) · Giriodi 24e 51e · Ferraris 63e |       |         | Stadio di Corso Sebastopoli, Turin Arbitre : Mombelli |

| dimanche 9 janvier 1921 7e journée | Carignano | 1 - 5 | Juventus       | Turin Arbitre : Vöth |
| dimanche 9 janvier 1921 7e journée | De Giorgi |       | Beccuti · Bona | Turin Arbitre : Vöth |

| dimanche 16 janvier 1921 8e journée | Juventus                        | 2 - 2 | US Torinese                  | Stadio di Corso Sebastopoli, Turin Arbitre : Gama |
| dimanche 16 janvier 1921 8e journée | Sereno 33e · Giriodi 47e (pen.) |       | 65e Mattea · 88e Boglietti I | Stadio di Corso Sebastopoli, Turin Arbitre : Gama |

| dimanche 23 janvier 1921 9e journée | Novare                                         | 3 - 0 | Juventus | Novare Arbitre : Rangone |
| dimanche 23 janvier 1921 9e journée | Quaglia 5e · Balossino 21e · Giacone 63e (csc) |       |          | Novare Arbitre : Rangone |

| dimanche 30 janvier 1921 10e journée | Juventus | 0 - 2                       | Torino | Stadio di Corso Sebastopoli, Turin Arbitre : Barnabò |
| dimanche 30 janvier 1921 10e journée |          | 54e Martin I · 71e Mosso IV |        | Stadio di Corso Sebastopoli, Turin Arbitre : Barnabò |

##### Classement
|  |    | Éliminatoires Piémont - groupe A | Pts | MJ | V | N | D | BP | BC | Dif |
|  | -- | -------------------------------- | --- | -- | - | - | - | -- | -- | --- |
|  | 1. | Novare                           | 16  | 10 | 7 | 2 | 1 | 31 | 8  | +23 |
|  | 2. | Torino                           | 16  | 10 | 7 | 2 | 1 | 25 | 12 | +13 |
|  | 3. | US Torinese                      | 13  | 10 | 6 | 1 | 3 | 26 | 15 | +11 |
|  | 4. | Juventus                         | 11  | 10 | 4 | 3 | 3 | 27 | 14 | +13 |

### Matchs amicaux
| dimanche 19 septembre 1920 | FC Bâle          | 3 - 2 | Juventus         |  |
| dimanche 19 septembre 1920 | Buteurs inconnus |       | Buteurs inconnus |  |

| lundi 20 septembre 1920 | Lausanne Sport   | 2 - 3 | Juventus         |  |
| lundi 20 septembre 1920 | Buteurs inconnus |       | Buteurs inconnus |  |

| dimanche 26 septembre 1920 | Alexandrie       | 3 - 2 | Juventus         |  |
| dimanche 26 septembre 1920 | Buteurs inconnus |       | Buteurs inconnus |  |

| dimanche 3 octobre 1920 | Juventus         | 2 - 2 | Alexandrie       |  |
| dimanche 3 octobre 1920 | Buteurs inconnus |       | Buteurs inconnus |  |

| dimanche 17 octobre 1920 | Juventus         | 2 - 1 | US Novese      |  |
| dimanche 17 octobre 1920 | Buteurs inconnus |       | Buteur inconnu |  |

| samedi 25 décembre 1920 | Juventus et Torino | 4 - 1 | Royal AC Madrid |  |
| samedi 25 décembre 1920 | Buteurs inconnus   |       | Buteur inconnu  |  |

| dimanche 13 février 1921 | Juventus         | 2 - 2 | Savone           |  |
| dimanche 13 février 1921 | Buteurs inconnus |       | Buteurs inconnus |  |

| dimanche 20 février 1921 | Juventus | 0 - 1          | Pro Vercelli |  |
| dimanche 20 février 1921 |          | Buteur inconnu |              |  |

| dimanche 27 février 1921 | Pro Vercelli     | 4 - 0 | Juventus |  |
| dimanche 27 février 1921 | Buteurs inconnus |       |          |  |

| dimanche 6 mars 1921 | Juventus       | 0 - 1 | Legnano        |  |
| dimanche 6 mars 1921 | Buteur inconnu |       | Buteur inconnu |  |

| dimanche 13 mars 1921 | Juventus         | 2 - 0 | Alexandrie |  |
| dimanche 13 mars 1921 | Buteurs inconnus |       |            |  |

| dimanche 20 mars 1921 | Alexandrie       | 4 - 1 | Juventus       |  |
| dimanche 20 mars 1921 | Buteurs inconnus |       | Buteur inconnu |  |

| dimanche 27 mars 1921 | Torino           | 2 - 1 | Juventus       | Turin |
| dimanche 27 mars 1921 | Buteurs inconnus |       | Buteur inconnu | Turin |

| lundi 28 mars 1921 | Juventus et Torino | 1 - 2 | La Gantoise      |  |
| lundi 28 mars 1921 | Buteur inconnu     |       | Buteurs inconnus |  |

| samedi 2 avril 1921 | Juventus       | 1 - 2 | Budapest Torna Club |  |
| samedi 2 avril 1921 | Buteur inconnu |       | Buteurs inconnus    |  |

| dimanche 24 avril 1921 | Juventus Roma  | 1 - 9 | Juventus         | Rome |
| dimanche 24 avril 1921 | Buteur inconnu |       | Buteurs inconnus | Rome |

| lundi 25 avril 1921 | Fortitudo Roma   | 2 - 2 | Juventus         | Rome |
| lundi 25 avril 1921 | Buteurs inconnus |       | Buteurs inconnus | Rome |

| dimanche 12 juin 1921 | Juventus         | 3 - 2 | Reggio           |  |
| dimanche 12 juin 1921 | Buteurs inconnus |       | Buteurs inconnus |  |

#### Coppa Piemonte
| dimanche 14 novembre 1920 | Juventus         | 7 - 1 | Piemonte       | Turin |
| dimanche 14 novembre 1920 | Buteurs inconnus |       | Buteur inconnu | Turin |

## Effectif du club
Effectif des joueurs du Foot-Ball Club Juventus lors de la saison 1920-1921.

## Buteurs
| 6 buts - Pio Ferraris 5 buts - Giuseppe Giriodi 3 buts - Lorenzo Valerio Bona - Cesare Sereno | 2 buts - Renato Beccuti - Piero Princlari 1 but - Carlo Bigatto - Guido Debernardi - Giovanni Gallina |